# رؤیای همسر مرد ماهی‌گیر
رؤیای همسر مرد ماهی‌گیر اوکی‌یوئه اروتیکی است که در ۱۸۲۰ (میلادی) توسط هوکوسای طراحی شده‌است. این اثر زنی را در حین اوج لذت جنسی و در هنگام فرج‌لیسی و آمیزش دهانی نشان می‌دهد که با دو اختاپوس در حال کامگیری است.